# 홍길동 (조선)
홍길동(洪吉同, 1443년? ~ ?)은 조선 연산군 때 충청도 일대를 중심으로 활동한 도적떼의 우두머리다.
조선왕조실록과 몇몇 문헌에 그의 행적에 대해 간략히 적혀 있다.
충청도에서 살았다고한다.

## 생애
홍길동(洪吉同)은 1443년경 전라도 장성현 아차곡에서 경성절제사(鏡城節制使) 홍상직(洪尙直)과 관기 옥영향(玉英香) 사이에서 태어난 얼자(孼子)로 알려지고 있다.
조부는 밀직부사 홍징(洪徵)이며, 이복형은 홍귀동(洪貴童)·홍일동(洪逸童)이라 한다.
그는 조선 연산군때 도적떼의 우두머리로, 세상을 떠들썩하게 했던 실존 인물이며, 선조 때 허균이 지은 《홍길동전》(洪吉童傳)의 실제 모델로 알려지고 있다. 성호 이익은 《성호사설》에서 그를 임꺽정(林巪正)·장길산(張吉山)과 더불어 ‘조선의 3대 도둑’으로 꼽기도 하였다. 그 중에서도 홍길동은 조선 역사상 유일하게 존재하는 외척 출신 도둑이다.
오늘날 수많은 사람들은 그를 탐관오리를 징치(懲治)하고, 핍박받는 서민들을 위해 싸운 의적으로 인식하고 있다.

### 출생
장성군(長城郡) 주장에 의하면 홍길동(洪吉同)은 1443년(세종 25)경 전라도 장성현 아곡리 아치실 마을에서 태어나, 1510년(중종 5)경 죽었다고 한다. 그러나 이것이 신빙성이 없는 이유는, 홍길동의 친아버지인 홍상직이 1424년에 사망했기 때문이다.
문헌에 최초로 나타난 홍길동(洪吉同)은 조선왕조실록으로 1500년(연산군 6) 10월 22일 영의정 한치형(韓致亨)·좌의정 성준(成俊)·우의정 이극균(李克均)이 아뢰기를, "듣건대, 강도 홍길동(洪吉同)을 잡았다 하니 기쁨을 견딜 수 없습니다. 백성을 위하여 해독을 제거하는 일이 이보다 큰 것이 없으니, 청컨대 이 시기에 그 무리들을 다 잡도록 하소서." 하니 그대로 좇았다는 기록이 있다.

조선왕조실록을 근거로 확인 가능한 사실은 홍길동(洪吉同)이 실존 인물이며, 한자명은 ‘洪吉同’이라는 것이다. 이러한 과정에 그의 출생 및 처단에 관련된 기록은 보이지 않는다.
그의 아버지라는 홍상직(洪尙直)의 죽음에 대해 실록에는 1424년경으로 죽은 것으로 나오는데, 조선 후기 학자인 황윤석의 《증보해동이적 해중서생》을 근거로 그의 출생을 추론하면 최소한 그의 아버지 홍상직(洪尙直)이 세상을 떠난 1424년경 보다 20여년 지난 1443년(세종 25)경 전라도 장성현 아곡리 아치실 마을에서 태어나 활동하다가 1500년(연산군 6) 잡힌 기록이 있으니, 대략 89세~130세까지 살다가 죽었음을 알 수 있다.
또 장성군의 주장에 따르면 홍길동의 아버지 홍상직(洪尙直)이 1423년 유배지에서 풀려난 뒤 고향 경기도 파주군 적성(積城)에서 요양하다 1424년경 죽었다는 조선왕조실록의 기록은 사실이 아니며, 이후에도 홍상직(洪尙直)은 20여년간 더 살다가 한동안 전라도 장성현에 머물면서 관기 '옥영향'(玉英香)을 취하여 1443년경 홍길동(洪吉同)을 얻었다고 볼 수 밖에 없는데, 그렇다면 실록에 실려 있는 홍상직(洪尙直)의 거주지나 사망 기록은 잘못된 것이라 볼 수밖에 없을 것이다.
그의 이복형이라는 홍일동(洪逸童, 1412년 ~ 1464년)도 절제사 홍상직(洪尙直)의 둘째 아들로 태어났는데, 그는 세종·세조 연간의 문신으로 인물 또한 뛰어나 꽤 유명한 인사로 그의 딸은 조선 성종(1469~1494)의 후궁이 되었다. 그는 행상호군(行上護軍)으로 선위사(宣慰使)가 되어 홍주(洪州)에 갔다가 과음으로 1464년(세조 10) 3월 13일 죽었는데, 과연 홍일동(洪逸童)을 홍길동(洪吉同)의 이복형으로 볼 수 있을 것인가에 대해 그 연대가 30여 년 차이가 나서 서로 맞지 않아 회의적이다.

### 홍상직 생애
조선왕조실록에 그의 부친이라는 홍상직(洪尙直)은 장성군에서 그가 태어났다고 주장하는 1443년경 보다 34년전인 1409년(태종 9) 창덕궁 동북쪽 해온정(解溫亭)에서 위사(衛士) 대호군(大護軍) 신분으로 활을 쏘았다는 기록이 있으며, 이후 1424년(세종 6) 경성(鏡城)지방 국경 수비 직분을 게을리 하고 백성들을 핍박한 혐의로 체포되어, 참형(斬刑)을 언도 받고 유배되었다가 추국과 장독의 후유증으로 고향인 경기도 파주군 적성(積城)에서 요양하다 세상을 떠난 기록이 보인다.
이에 대해 홍길동(洪吉同)을 연구한 연세대 국문과 '설성경' 교수는 한국일보와의 대담에(1997년 6월 25일), "홍상직(洪尙直)은 모함으로 체포됐다 풀려난 적이 있는데, 그는 1424년께 사망한 것이 아니라 불안한 정세를 감안하여 지방으로 낙향하였고, 이후 16여년이 지난 1440년께 만득자(晩得子) 길동(吉同)을 얻었으며, 실록의 기록은 홍씨 집안의 체면 등을 감안하여 모호하게 기록한 게 아닌가 한다."고 주장한다.
홍상직(洪尙直) 내력
- 홍상직은 1409년(태종 9) 대호군에, 1416년(태종 16) 상호군 순제진병마사에, 1419년(세종 1) 첨지돈녕부사에 오르고, 1420년(세종 2) 10월에 경성 절제사(鏡城 節制使)에 제수되었다. 이때 데리고 살던 기녀 '옥영향'(玉英香)이 등장한다.
- 1422년(세종 4) 12월 경성절제사 홍상직(洪尙直)은 야인(野人)이 쳐들어온다는 말을 듣고, 백성들에게 목책(木柵)를 보호하라 하였으나 좇지 않으므로 그들의 집을 불태워 버리고, 또 사람들이 거짓말로 남도(南道) 병선(兵船)이 와서 습격할 것이라 하니 두려워하며 어찌할 바를 모르니, 백성과 서리들이 소란을 피었다. 이에 의금부에 잡혀온 그는 제조 유정현이 자신에게 뇌물을 요구했는데 거절하여 옥에 갇힌 것이라고 항변했다. 의금부에서는 그의 죄상이 참형(斬刑)에 해당되지만 〈무고죄〉로 감하여 경상도 동래로 귀양보냈다. 1년 뒤인 1423년(세종 5) 12월 귀양살이에서 풀려난 그는 향리인 경기도 파주군 적성에서 요양했으나, 국청에서의 가혹한 추국과 유배지에서 얻은 장독의 후유증을 이기지 못하고, 이듬해 1424년(세종 6)에 세상을 떠났다.
- 1428년 (세종 10) 10월 28일 경기도 적성(積城)사람 절제사 홍상직(洪尙直)의 아내 문(文)씨는 남편이 죽으매, 분묘 곁에 여막을 세우고 조석으로 상식(上食)을 올리면서 대상(大祥)에 이르기까지 잠시도 분묘의 곁을 떠나지 않았고, 상제(喪制)를 마치고서도 차마 멀리 떠나지 못하여 가까운 동리에 살면서 매양 삭망(朔望)과 속절(俗節)에는 반드시 제사를 지냈다.는 기록도 전한다.
- 1444년(세종 26) 7월 함길도 도관찰사 정갑손(鄭甲孫)에게 경성절제사 홍상직(洪尙直)의 기녀 '옥영향'(홍길동 생모 추정)등을 비밀히 추궁(追窮)하고, 만약 공사(供辭)에 관련되는 자가 있거던 아울러 추문(推問)하여 핵실(覈實)하도록 명했다는 기록도 전해지고 있다.

### 출생지 의문
「전라도 장성현 아곡리 아치실 출생」이라는 주장에 대해서는 아래와 같이 서로 다른 관계로 반드시 조금 더 연구해야 한다.
- 전라남도 장성군의 주장은 홍길동(洪吉同)이 1443년(세종 25)경 전라도 장성현 아곡리 아치실 마을에서 태어났다고 한다.
- 황윤석은 《증보 해동이적 해중서생》에서 그 사람이 살던 곳을 '장성(長成) 아차곡(亞次谷)'으로 표기하고 있는데, '장성(長成) 아차곡(亞次谷)'은 현재의 '장성군(長城郡) 아곡리(阿谷里)와는 전혀 무관하다. 《조선왕조실록》 및 각종 문헌에 나타난 '아곡(阿谷)'의 지명은 '소곡(小谷)'으로 기록되어 있으며, 한글 표현이 '아치실'이다. 1914년 행정구역 개편 때 언덕 '아(阿)'자를 차용하여 아곡(阿谷)이라 명명했다.

황윤석의 증보 해동이적 해중서생 : 舊聞 國朝中宗以前有 洪吉童者, 相臣 逸童 孼弟也, 居長成 亞次谷 負才氣自豪 而抱國典 不許科宦淸顯一朝忽去後(옛적에 듣자니 국조 중종 이전에 길동(吉童)이란 자가 있었는데, 이는 상신 일동(逸童)의 얼제로, 장성(長成) 아차곡(亞次谷)에서 살았다. 재기를 믿고 스스로 뽐내고 있었는데 국법이 벼슬이나 청현직에 나아갈 수 없도록 함에 억매어 하루 아침에 갑자기 도망하였다.)

- 《조선왕조실록》에 그의 아버지 홍상직(洪尙直)의 고향은 경기도 적성(積城. 현재 파주시)이라 한다.
- 《조선왕조실록》에 나타난 홍상직(洪尙直)은 국경 수비 직분을 게을리 하고 백성들을 핍박한 혐의로 체포되어 참형(斬刑)을 언도 받고 유배되었다가 추국과 장독의 후유증으로 세상을 떠난 것이 1424년(세종 6)경 인데, 그의 아들 길동(吉同)은 20여년이 지난 1443년(세종 25)경 태어났다. 즉 아버지 홍상직(洪尙直)의 몰년과 아들 홍길동(洪吉同)이 태어나 활동하던 시대 차이가 너무 난다.
- 홍길동(洪吉同)과 이복형들이라는 홍귀동(洪貴童)·홍일동(洪逸童)의 한자가 다르고, 출생 연대도 서로 맞지 않는다.
- 《조선왕조실록》에 등장하는 '洪吉同'과 《성호사설》에 등장하는 '洪吉童'의 한자가 다르다.
- 조선 제10대 왕 연산군(燕山君) 통치기에 국사범으로 나라의 큰 골치 거리였던 도적 홍길동(洪吉同)이 장성현 아곡리(阿谷里) 아치실 출신이라면, 동시대 전국적인 인물로 같은 마을 출신인 후배 청백리 박수량(朴守良) 및 앞마을 맥동 출신으로 문묘에 종사된 하서 김인후(金麟厚)의 저술이나 잡록 어디에도 '홍길동'(洪吉同) 또는 부친 '홍상직'(洪尙直)에 대한 기록은 찾아볼 수가 없다.
- 또 조선조 전 기간에 걸쳐 전라도 장성현의 기록에도 '홍길동'(洪吉同) 또는 그의 아버지 '홍상직'(洪尙直)에 대한 기록은 없다.

## 활동
역사 기록에 전하는 홍길동(洪吉同)이 주로 활동한 지역은 처음 충청도 충주(忠州) 일대였고, 일반 도둑들처럼 산중에 들어가 근거지를 두고 활약한 흔적은 없다. 홍길동(洪吉同)은 정3품 당상관인 첨지중추부사를 자칭하면서 무리를 이끌고 마음껏 활보하면서 관가에 들어가 기탄없이 행동했다고 한다. 이렇게 당상관을 자칭하기 쉬웠던 것은 그의 이복 형인 홍일동이 실제로 당상관이었기 때문에 형의 관복을 입고 당상관을 자칭했다.
그 사람들의 이러한 기세에 눌린 지방의 권농, 이정, 유향소의 좌수, 별감등도 알아볼 정도였고, 일반 백성도 모르는 사람이 없을 정도였다고 한다. 이로 인하여 조정은 홍길동(洪吉同)에게 강상죄를 적용하였다.
또 조정에서는 홍길동(洪吉同)의 이러한 행동이 지방 관리와 유향소의 도움 없이는 불가능하다고 판단하고 해를 넘긴 1501년까지 관련자를 잡아 국문하였다. 홍길동을 도운 죄로 잡힌 지방 관리 엄귀순(嚴貴孫)은 끝까지 국문에 승복하지 않다가 옥사 당했다. 또한 이에 연루된 권농(勸農)·이정(里正) 같은 지방 관리들을 변방으로 유배했다.
조선 시대 얼자(孼子)였던 홍길동(洪吉同)은 당연히 양반의 갓을 쓸 수 없었다. 홍길동과 같은 도당으로 여겨져 옥사한 엄귀손(嚴貴孫)은 당상 무관(堂上 武官)으로 본래는 노복(奴僕)과 재산이 없었는데, 한양과 지방에 집을 사두고 곡식을 3천 석에서 4천 석이나 가지고 있는 것으로 보아 홍길동과 서로 내통하였던 듯하다.
따라서 당상무관 신분이었던 엄귀순의 행적이 실록에 꽤 자세히 기록되어 있는 것으로 보아 소설에서와 같이 당상관 가문이었으면 기록이 있었겠으나 그 정도 고위층과 관련이 있지는 않았을 듯하다.
조선 후기 실학자 성호 이익(李瀷)의 《성호사설》(星湖僿說)에는 홍길동(洪吉同)이 현재의 황해도 일대인 서도(西道)에서 활동한 것으로 기록하고 있다.
1425년 생이든 1443년 생이든 간에 무조건 50살을 넘긴 나이의 도적이었기 때문에 홍길동전의 소년 의적인 것과는 달리 실제로는 도적 활동을 할 당시 노인이었다.

## 체포 이후
1500년(연산군 6) 10월 22일 영의정 한치형, 좌의정 성준, 우의정 이극균이 도적 홍길동의 체포 사실을 임금에게 처음 보고한다.
1500년(연산군 6) 10월 28일 의금부에서 당상관 엄귀손이 홍길동으로부터 음식물을 받고, 가옥을 구입해 주고, 산업까지 경영해주었음이 밝혀져 추포한 다음 곤장 1백대에 3천리 밖으로 유배하고 고신(告身)을 회수하겠다고 상주했다.
실록에는 홍길동(洪吉同)을 잡았다는 기사 이외에 어떻게 처벌·처단했다는 기록은 보이지 않는다.『연산군 일기』가 시대 상황 탓에 약간 누락된 부분이 많다고는 하나 다른 기록이 상세한 점으로 미루어 보아 쉽게 납득할 수 없는 점이다. 다만 훗날 조선 선조때 홍길동과 같은 강상죄로 잡힌 이연수의 처리를 논하면서 홍길동의 예를 들어 도당을 나누어 가두고 심문하기를 청하는 것으로 보아 옥중에서 서로 말을 맞추었거나 일부는 탈옥했을 수도 있다. 이후 그를 처단이나 사망에 관련된 기록은 보이지 않는다. 실질적으로 처벌이 힘든 이유는 홍길동의 조카(홍일동의 딸)가 숙의 홍씨였기 때문으로 홍길동이 선대 임금의 후궁의 숙부였기에 단순 노략질 정도로는 처벌이 어려웠다.
그후 홍길동(洪吉同)의 전례는 조정의 조세 정책에까지 영향을 끼쳐 1513년(중종 8) 호조(戶曹)가 경기도와 충청도의 양전(量田)을 위한 측량을 건의하면서 "충청도는 홍길동(洪吉同)이 도둑질한 뒤로 유망(流亡)이 회복되지 못하여 양전을 오래도록 하지 않았으므로 세(稅)를 거두기가 실로 어려우니, 금년에 먼저 이 두 도의 전지(田地)를 측량하소서."하니, 전교하기를, "양전은 중대한 일이라 본디 해야 하나, 어찌 폐단되는 일이 없겠는가! 대신에게 물으라." 하였다.

## 가족 관계 (추정)
- 증조부 : 홍주(洪澍), 삼중대광(三重大匡)
- 조부 : 홍징(洪徵), 봉익대부(奉翊大夫) 밀직 부사(密直副使) - 염흥방 매제
- 조모 : 서원 염씨 - 염제신(廉悌臣)의 딸
  - 부 : 홍상직(洪尙直), 경성절제사(鏡城節制使)
  - 적모 : 남평 문씨
    - 이복형 : 홍귀동(洪貴童), 첨지중추원사(僉知中樞院事)
    - 이복형 : 홍일동(洪逸童), 지중추부사(知中樞府事)

  - 서모 : 옥영향(玉英香), 일명 춘섬(春蟾)
    - 홍길동(洪吉同)

## 동명이인 홍길동

### 이식 《택당선생 별집》
- 인조 때 택당 이식(李植)의 《택당선생 별집》(澤堂先生 別集) 제15권 〈잡저〉 ‘산록’에 “허균(許筠)은 또 〈수호전〉을 본떠서 〈홍길동전〉(洪吉同傳)을 짓기까지 하였는데, 그 사람의 무리인 서양갑과 심우영등이 소설 속의 행동을 행동으로 직접 옮기다가 한 마을이 쑥밭으로 변하였고, 허균(許筠) 자신도 반란을 도모하다가 형벌 받아 죽었으니 이것은 농아(聾啞)보다도 심히 응보 받은 것이라고 하겠다.” 이후 후세 사람들은 이 글을 근거로 허균이 〈홍길동전〉을 지었다고 한다.
- 여기서 우선 한 가지 짚어야 할 것은 《홍길동전》(洪吉同傳)속의 '홍길동'에 대해 《조선왕조실록》·《택당선생 별집》 공히 홍길동(洪吉同)으로 적고 있다는 점이다.

### 이익 《성호사설》
- 그런데 무슨 이유에서인지 조선 후기 실학자 성호 이익(李瀷)은 그의 저서 《성호사설》(星湖僿說) 제14권 인사문 〈임거정〉에서 최초로 '홍길동'의 한자를 洪吉同에서 洪吉童으로 변경하여 기록하고 있다. “옛날부터 서도(西道, 현재 황해도와 평안도)에는 큰 도둑이 많았는데 그중에 홍길동(洪吉童)이라는 자가 있었다. 세대가 멀어서 어떻게 되었는지는 알 수 없으나 지금까지 장사꾼들이 맹서하는 구호에까지 들어 있다.” 활동 근거지를 서도(西道)로, 이름은 洪吉童이라 밝히고 있으나, 이미 1백 년이 넘은 일이기에 가물가물한 옛일이었던 듯하다고 한다.

### 황윤석 《증보 해동이적 해중서생》
- 현묵자(玄默子) 홍만종의 《해동이적》(海東異蹟)을 완역하고 주석한 순양자 황윤석(黃胤錫)은 《증보 해동이적 해중서생》(增補 海東異蹟 海中書生)에서 다음과 같이 기록하고 있다. 「舊聞 國朝中宗以前有 洪吉童者, 相臣 逸童 孼弟也, 居 長成 亞次谷 負才氣自豪 而抱國典 不許科宦淸顯一朝忽去後」(옛적에 듣자니 국조 중종 이전에 홍길동(洪吉童)이란 자가 있었는데, 이는 상신 일동의 얼제로, 장성(長成) 아차곡(亞次谷)에서 살았다. 재기를 믿고 스스로 뽐내고 있었는데 국법이 벼슬이나 청현직에 나아갈 수 없도록 함에 억매어 하루 아침에 갑자기 도망하였다.)

### 박종현 《실존 홍길동(洪吉童) 연구》
- 장성군 황룡면 아곡리 출신 청백리 박수량 선생의 후손 박종현(朴鐘鉉. 1935~2009)은 《실존 홍길동(洪吉童) 연구 (1986년)》에서 《홍길동전》에 나오는 홍길동(洪吉童)은 남양 홍씨로, 아버지 경성 절제사 홍상직(洪尙直)과 어머니 관기 옥영향(玉英香)사이에 태어난 얼자(孽子)로 전라도 장성현 아곡리 아치실 마을에서 출생하였다.[11][12] 또 홍상직(洪尙直)은 슬하에 귀동(貴童)·일동(逸童)·길동(吉童) 세 아들을 두었는데, 귀동(貴童)과 일동(逸童)은 정처(正妻) 남평 문씨(南平 文氏) 소생이라 한다.[13]

## 홍길동전(洪吉童傳)
홍길동(洪吉同)은 조선 시대 지배층과 세간에 널리 알려진 사건으로 100년이 지나도 여전히 거론될 정도였다. 이에 허균은 조선 시대의 불합리한 서얼 차별과 백성에 대한 가혹한 수취, 국방에 대한 부실 등의 개혁을 주장하였고, 국왕이 두려워해야 할 것은 오로지 백성이라 역설하였다. 허균은 백성을 현실에 순응하는 항민, 불만이 쌓인 원민, 사회를 바꾸기 위해 직접 나서는 호민으로 나누었으며 홍길동(洪吉同)을 호민의 대표로 형상화하여 《홍길동전》(洪吉童傳)을 지었다.

### 평가
- 《홍길동전》(洪吉童傳)에 등장하는 홍길동은 흔히 의적으로 평가받는데 이와 관련해 영남대학교 기초교육대학 교양학부 교수 박홍규는 자신의 저서 《의적 정의를 훔치다》에서 이 사람들이 설사 실제로는 의롭지 않았을지라도 백성은 이 사람들을 이용해 부정한 체제를 향한 저항을 꿈꾸었기에 의적 이야기가 만들어지고 생명력을 얻을 수 있었다고 주장한다.[15] 실제로도 홍길동이 도적으로 활동하던 시기가 공교롭게도 조선왕조 역사상 최악의 폭군인 연산군의 치세기간이기 때문에 의적으로 포장되기도 매우 쉬웠다.

- 성호 이익은 《성호사설》에서 조선 시대의 3대 도둑으로 장길산, 임꺽정과 함께 홍길동을 논하면서 이들의 이름이 장사꾼들이 맹서하는 구호에까지 들어와 있다고 적고 있다.[8]

- 실존인물 홍길동은 《홍길동전》(洪吉童傳)에 등장하는 홍길동이 소년이었던 것과는 정반대로 노인이었다. 일단 홍길동의 생부 홍상직이 1424년에 사망했는데 이 때문에 홍길동은 무조건 1425년 이전 출생자여야만 하며 홍길동이 체포된 해가 1500년이므로 홍길동이 최소한의 나이에 체포되었다 하더라도 최소 만 75살 이상이라는 계산이 나온다. 1443년 생이더라도 만 57살이 될 정도로 상당한 고령이라는 계산이 나와서, 어떤 기준을 잡더라도 체포된 해를 기준으로 무조건 50살이 넘는 나이라는 결론이 나온다.

## 관련 작품

### 드라마
- 《설중매》(MBC, 1984년, 배우:조형기)
- 《홍길동》(SBS, 1998년, 배우:김석훈)
- 《쾌도 홍길동》(KBS, 2008년, 배우:강지환)
- 《역적 : 백성을 훔친 도적》 (MBC, 2017년, 배우:윤균상)

### 영화
- 《인걸 홍길동》 (1958년)
- 《홍길동》 (1967년)
- 《호피와 차돌바위》 (1967년)
- 《홍길동 장군》 (1969년)
- 《의적 홍길동》 (1969년)
- 《홍길동》 (1976년)
- 《우주전사 홍길동》 (1984년)
- 《홍길동》 (1986년)
- 《슈퍼 홍길동》 (1988년), 배우:심형래)
- 《슈퍼 홍길동 2 - 공초 도사와 슈퍼 홍길동》 (1988년, 배우:김정식)
- 《슈퍼 홍길동 3》 (1989년, 배우:김정식)
- 《슈퍼 홍길동 4 - 짬뽕 홍길동》 (1990년, 배우: 이창훈)
- 《슈퍼 홍길동 5 - 부채 도사와 홍길동》 (1991년, 배우:이봉원)
- 《슈퍼 홍길동 6 - 그림 도사와 홍길동》 (1991년, 배우:이봉원)
- 《슈퍼 홍길동 7 - 뚱녀 도사와 홍길동》 (1992년, 배우:김정식)
- 《황금칼과 홍길동》 (1992년, 배우:이봉원)
- 《슈퍼 홍길동 8 - 홍길동 도사학교》 (1993년, 배우:이봉원)
- 《홍길동 대 터미네이터》 (1993년, 배우:우승봉, 홍보경)
- 《돌아온 영웅 홍길동》 (1995년, 목소리:김민종)
- 《홍길동의 후예》 (2009년)
- 《홍길동 2084》 (2011년, 목소리:동호)

### 애니메이션
- 《홍길동 어드벤처》 (SBS, 2008년, 목소리:엄상현)

## 같이 보기
- 홍길동전
- 홍길동 (드라마)
- 율도국
- 일본의 민족 문제
- 류큐 민족
- 오야케아카하치(홍가와라)
- 류큐 왕국
- 류큐독립운동(류큐공화국)
- 홍일동
- 허균
- 염제신